# Trại hủy diệt Sobibór
Sobibór (phát âm [sɔˈbʲibur], or Sobibor) là một trại hủy diệt của Đức Quốc xã nằm ở vùng ngoại ô của làng Sobibor ở vùng lãnh thổ Ba Lan bị chiếm đóng  của General Government trong Thế chiến II. Trại là một phần của chiến dịch Reinhard bí mật, đánh dấu giai đoạn nguy hiểm nhất của quá trình hủy diệt người Do Thái (Holocaust) ở lãnh thổ Ba Lan bị Đức chiếm đóng.

## Vị trí
Trại nằm gần thị trấn vùng nông thôn của Włodawa (tiếng Đức: Wolzek), 85 km về phía nam của tỉnh lỵ, Brest-on-the-Bug (Brześć nad Bugiem theo tiếng Ba Lan). Tên chính thức của nó là SS-Sonderkommando Sobibór. Người Do Thái từ Ba Lan, Pháp, Đức, Hà Lan, Tiệp Khắc và Liên Xô, cũng như các tù binh chiến tranh của Liên Xô, được vận chuyển đến Sobibór bằng đường sắt và chết ngạt trong các phòng hơi ngạt bị phun khí xả của động cơ xăng lớn. Số người đã bị sát hại tại Sobibor lên tới gần 200.000, và có thể còn nhiều hơn. Tại phiên toà xét sau chiến tranh chống lại các cựu nhân viên SS tại Sobibór, được tổ chức trong hai thập kỷ tại Hagen trong giai đoạn Chiến tranh lạnh, Giáo sư Wolfgang Scheffler ước tính tổng số người Do Thái bị sát hại tại trại tối thiểu là 250.000.

## Cuộc đào thoát khỏi trại

### Nguyên nhân
Ngày 21 tháng 8 năm 1943, gần 2.000 người mới chuyển đến Sobibor, chỉ có 42 người ra đứng riêng. Họ là thợ may, thợ đóng giày, kim hoàn, cơ khí, thợ mộc, thợ xây dựng và thợ ống nước. Số còn lại bị bắt phải cởi hết quần áo, tháo đồng hồ, tháo kính rồi trần truồng bước vào "phòng tắm" số 1, 2, 3 mà thực chất là phòng hơi ngạt.
Tại kho kiểm tra hành lý, khi tiến hành thu gom những đồ vật quý giá, một tù nhân là Rovka thấy một mảnh giấy viết tay trong túi một chiếc áo khoác. Rovka chuyển cho Leon Feldhendler - người Ba Lan gốc Do Thái, lãnh đạo tinh thần của tù nhân trong trại thông tin rằng ngày 15 tháng 10, Đức Quốc Xã sẽ san bằng trại đồng thời tiêu diệt tất cả tù nhân nhằm che giấu tội ác diệt chủng. Mặc dù mảnh giấy không ký tên nhưng Leon Feldhendler tin rằng người viết nói thật bởi lẽ vài tuần trước đó, trưởng trại Gustav Wagner đã ra lệnh cho tù nhân gấp rút xây thêm 3 phòng hơi ngạt nữa.

### Diến biến
Ngày 18 tháng 9 năm 1943, bên cạnh những chuyến xe lửa chở người Do Thái thì còn có các đoàn tàu quân sự chở tù binh Liên Xô bị bắt trong những cuộc giao chiến đến trại Sobibor. Trong số này có trung úy Alexander Pechersky - người Nga gốc Do Thái. Sự xuất hiện của nhóm tù binh Liên Xô đã tạo ra ấn tượng rất lớn với các tù nhân ở Sobibor. Ngay buổi tối đầu tiên, Alexander Pechersky gặp Leon Feldhendler với sự phiên dịch của Solomon Leitman vì Leon Feldhendler không biết tiếng Nga còn Alexander Pechersky không nói được tiếng Ba Lan.
Năm ngày sau khi đến trại Sobibor, một lần nữa trung úy Hồng Quân Alexander Pechersky gặp Leon Feldhendler cũng với sự phiên dịch của Solomon Leitman. Trong buổi gặp này, còn có một nhóm những người lãnh đạo tù nhân Do Thái Pháp, Tiệp Khắc, Hungary, Áo, Đức...
Thoạt đầu, khi Leon Feldhendler đề cập đến việc đào thoát thì có ý kiến cho rằng nên chờ những người kháng chiến Ba Lan tấn công trại, giải phóng họ nhưng Pechersky cho rằng: "Với tình hình hiện tại, chẳng ai có thể giải phóng chúng ta bằng chính chúng ta mặc dù cái giá phải trả sẽ rất đắt...".
Những ngày sau đó, lại có thêm các chuyến xe lửa chở tù nhân đến Sobibor và tất cả đều bị đưa vào phòng hơi ngạt. Điều này càng khiến trung úy Hồng Quân Alexander Pechersky và Leon Feldhendler tin rằng việc xóa sổ Sobibor vào ngày 15 tháng 10 năm 1943 là thật bởi lẽ không một tù nhân mới nào được cho sống để làm việc.
Thời điểm ấy, trại Sobibor có 9 sĩ quan, 120 lính SS và một số nhân viên trật tự người Ukraina canh giữ 600 tù nhân lao động. Ngoài 4 tên SS ngồi trên 4 chòi canh đặt ở 4 góc trại, số còn lại thay phiên nhau giám sát việc đưa tù nhân vào phòng hơi ngạt, lò thiêu xác. Do tin rằng các tù nhân lao động đã được cho sống, không dám bỏ trốn nên việc canh gác có phần lơ là.
Kế hoạch của Pechersky và Leon Feldhendler đặt ra là đầu tiên, nhóm tù nhân cơ khí sẽ cắt đứt mọi đường dây điện thoại để lính Đức không thể gọi ra thị trấn Chełm báo động xin cứu viện. Tiếp theo, trước khi lính Đức vào xưởng may, 4 tù nhân Ba Lan bí mật trốn sau những kiện vật liệu. Khi lính Đức đang thử quần áo, họ sẽ xông ra, giết chúng thật êm thấm. Phía xưởng giày, 2 tù nhân Ba Lan vào trước. Ở nhóm thiêu xác, tù nhân sẽ dùng xẻng đánh chết lính SS rồi đẩy xác vào lò thiêu. Ở khu chôn cất tro cốt, lính SS sau khi bị giết sẽ bị ném xuống những hố này. Sau cùng, với số vũ khí lấy được của những lính Đức đã chết, tù nhân xông vào nơi làm việc của ban chỉ huy trại, bắn hết những ai họ gặp. Lúc mọi việc đã xong, 600 tù nhân đồng loạt lao ra cổng, phá đổ hàng rào thép gai rồi chạy vào rừng.
Ngày 14 tháng 10 năm 1943, kế hoạch diễn ra như dự định, nhưng chỉ có 470 trong tổng số 600 tù nhân chia thành nhiều nhóm chạy đến hàng rào cổng trại, 130 người ở lại vì quá yếu hoặc vì bệnh nặng. Bằng những thanh gỗ dài, tù nhân đè rạp hàng rào xuống rồi thoát ra nhưng ngay lập tức, xen lẫn tiếng súng đại liên, tiếng tiểu liên Sten của những lính Đức còn sống là tiếng mìn nổ. Xác người tung lên theo những cuộn khói dày đặc. Chỉ có 1 khẩu súng đại liên trên chòi gác bắn trong lúc cả trại có 4 khẩu. Về sau mới biết lính SS chạy tán loạn nên 3 khẩu kia sợ bắn nhầm.

### Kết quả
Chỉ có 53 người sống sót sau cuộc đào thoát, ngoài trung úy Hồng Quân Pechersky thì còn có Leon Feldhendler. Về số phận của những tù nhân còn lại, 170 người bị lính Đức Quốc Xã bắt khi họ đang lẩn trốn trong rừng. Một số khác chết vì kiệt sức và vì đói. Tất cả những người bị bắt cùng 130 người ở lại trại đều bị xử bắn.
Đầu tháng 10 năm 1943, tư lệnh lực lượng Schutzstaffel là Heinrich Himmler ra lệnh phá hủy tất cả những phòng hơi ngạt cùng nhà cửa, doanh trại và cho xe ủi san phẳng mọi dấu tích rồi trồng cây nhằm xóa đi chứng cứ diệt chủng.
Tháng 6 năm 1944, Pechersky bắt liên lạc được với nhóm kháng chiến Do Thái Liên Xô, chỉ huy bởi Voroshilov. Cho đến khi Hồng quân Liên Xô tiến vào Berlin, Pechersky vẫn chiến đấu cùng đơn vị này. Trong những ngày cuối của cuộc chiến, Pechersky bị thương nặng ở chân và được đưa về Moskva. Ông được phong cấp hàm đại úy và được thưởng huân chương Vệ quốc vì lòng dũng cảm. Cũng tại bệnh viện ở Moscow, Pechersky gặp y tá Olga Kotova - người sau này sẽ là vợ ông. Sau chiến tranh, Pechersky cùng vợ trở về quê hương là thành phố Rostov trên sông Đông, làm quản trị viên tại nhà hát Operetta. Ông qua đời ngày 19 tháng 1 năm 1990 vì viêm phổi.
Khi phiên tòa xét xử tội ác chiến tranh do Chính phủ Ba Lan mở ra ở Warszawa, Leon Feldhendler được mời với tư cách nhân chứng trong vụ Sobibor. Tại phiên tòa này, thiếu tá Erich Bauer - chỉ huy phó trại Sobibor bị kết án chung thân nhưng sau 16 năm ở tù được thả vì lý do sức khỏe. Riêng trung tá Gustav Wagner - chỉ huy trại, ông ta chết trong một trận đánh trước ngày Đức Quốc xã đầu hàng.
Ngoài ra, vào ngày 30 tháng 11 năm 2009, tòa án tại Đức xét xử John Demjanjuk, biệt danh "Ivan bạo chúa", 89 tuổi từng làm cai ngục tại các trại tập trung Sobibor và Trại tập trung Majdanek với hình phạt 15 năm tù về tội ác diệt chủng. Trước đó, John Demjanjuk đã bị giam tại Israel 7 năm.

## Tưởng niệm
Hiện tại vị trí trại Sobibor đã trở thành Bảo tàng Sobibor, tại đó đã xây dựng một kim tự tháp từ tro và xương người bị nghiền nát của các nạn nhân được thu thập từ những hố hỏa táng sau đó.Tháng 9 năm 2014, một nhóm các nhà khảo cổ khai quật được các hài cốt trong những buồng hơi ngạt dọc theo con đường nhựa. Họ đã phát hiện ra một mặt dây chuyền có ghi chữ "Palestine", bằng tiếng Hebrew, tiếng Anh và tiếng Ả Rập, có niên đại từ năm 1927, bông tai, và nhẫn cưới với chữ Hebrew, và các chai nước hoa của các nạn nhân Do Thái. Các vật trên đã được tìm thấy trong một bể nước do người Đức lấp kín khi xóa sổ trại này.

## Dựng thành phim
Từ những sự việc có thật, trại Sobibór đã được dựng thành phim:
| Năm sản xuất | Tiêu đề             | Nhà sản xuất | Diễn viên chính |
| ------------ | ------------------- | ------------ | --- |
| 1987         | Escape from Sobibor | Đài CBS      | - Alan Arkin - Joanna Pacuła - Rutger Hauer - Hartmut Becker - Jack Shepherd                                                                      |
| 2018         | Sobibor             | Nga          | - Konstantin Khabenskiy - Christopher Lambert - Michalina Olszanska - Wolfgang Cerny - Maximilian Dirr - Mariya Kozhevnikova - Philippe Reinhardt |

## Sách tham khảo
- Krzysztof Bielawski (2010), Obóz zagłady w Sobiborze [Death camp in Sobibor] (bằng tiếng Ba Lan), Virtual Shtetl, Museum of the History of Polish Jews, truy cập ngày 25 tháng 9 năm 2014
- Jakub Chmielewski (2014), Obóz zagłady w Sobiborze [Death camp in Sobibor] (bằng tiếng Ba Lan), Ośrodek Brama Grodzka, Lublin Pamięć Miejsca, Bản gốc lưu trữ ngày 12 tháng 10 năm 2014, truy cập ngày 25 tháng 9 năm 2014
- Sobibor Museum (2014) [2006], Historia obozu [Camp history], Dr. Krzysztof Skwirowski, Państwowe Muzeum na Majdanku, Oddział: Muzeum Byłego Obozu Zagłady w Sobiborze, Bản gốc lưu trữ ngày 7 tháng 5 năm 2013, truy cập ngày 25 tháng 9 năm 2014
- Thomas Blatt (1997). From the Ashes of Sobibor. Northwestern University Press. ISBN 0810113023 – qua Google Books preview.
- Yitzhak Arad (1987). Belzec, Sobibor, Treblinka. The Operation Reinhard Death Camps. Indiana University Press. ISBN 0253213053. Amazon Kindle, also in: Google Books, snippet view.
- Bialowitz, Philip with Joseph Bialowitz (2010). A Promise at Sobibor: A Jewish Boy's Story of Revolt and Survival in Nazi Occupied Poland. University of Wisconsin Press. ISBN 978-0-299-24800-0. With Foreword by Władysław Bartoszewski.
- Freiberg, Dov (2007), To Survive Sobibor, Gefen Publishing House. ISBN 978-965-229-388-6
- Lev, Michael (2007), Sobibor, Gefen Publishing House. ISBN 978-965-229-408-1
- Novitch, Miriam (1980). Sobibor, Martyrdom and Revolt: Documents and Testimonies. ISBN 0-89604-016-X.
- Schelvis, Jules (2007). Sobibor: A History of a Nazi Death Camp. Berg Publishers. ISBN 978-1-84520-418-1. Google Books, preview.
- Sereny, Gitta (1974). Into That Darkness: from Mercy Killing to Mass Murder. ISBN 0-07-056290-3.
- Gilead, I., Y. Haimi and W. Mazurek (2009), Excavating Nazi Extermination Centres. Present Pasts, Vol 1. http://www.presentpasts.info/article/view/pp.12/2 Lưu trữ ngày 22 tháng 5 năm 2014 tại Wayback Machine
- Zielinski, Andrew (2003), "Conversations with Regina", Zedartz Lưu trữ ngày 14 tháng 9 năm 2013 tại Wayback Machine - Hyde Park Press Adelaide Lưu trữ ngày 4 tháng 2 năm 2017 tại Wayback Machine. ISBN 0-9750766-0-4